# Chevresis-Monceau
Chevresis-Monceau település Franciaországban, Aisne megyében. Lakosainak száma 335 fő (2022. január 1.). Chevresis-Monceau Bois-lès-Pargny, La Ferté-Chevresis, Monceau-le-Neuf-et-Faucouzy, Pargny-les-Bois és Parpeville községekkel határos.

## Népesség
A település népességének változása:
| Lakosok száma | 340  | 313  | 348  | 354  | 368  | 364  | 355  | 351  | 346  | 335  |
|               | 1968 | 1982 | 1990 | 2006 | 2013 | 2015 | 2017 | 2019 | 2020 | 2022 |